# Draper (Wirginia)
Draper – jednostka osadnicza w Stanach Zjednoczonych, w stanie Wirginia, w hrabstwie Pulaski.